# 이삼만
이삼만(李三晩 ; 1770년 ~ 1845년)은 조선 말기의 서도가이다. 자는 윤원, 호는 창암, 본관은 전주이다. 원래 그의 집안은 부유하였으나, 글씨 공부만 하여 집안이 어려워졌다. 벼루를 3개나 구멍을 내었으며, 병 중에도 천 자나 되는 글을 썼다. 글씨를 배우러 오는 사람이 있으면 한 점, 한 획을 가르치는 데 한 달이 걸렸다고 한다. 그의 글씨는 《칠불암의 편액》, 《전주판의 칠서》 등이 있으며, 경상남도 하동에 있다.